# Cycas cairnsiana
Cycas cairnsiana — вид голонасінних рослин класу саговникоподібні (Cycadopsida).
Рослина названа на честь Вільяма Кернса (англ. William Cairns), губернатора штату Квінсленд від 1875–1877.

## Опис
Стебла деревовиді, 2(5) м заввишки, 12–16 см в діаметрі у вузькому місці. Листки сині, тьмяні, завдовжки 60–110 см. Пилкові шишки яйцевиді, помаранчеві, завдовжки 16–20 см, 7–10 см в діаметрі. Мегаспорофіли 16–21 см завдовжки, коричнево-повстяні. Насіння плоске, яйцевиде, 36–42 мм завдовжки, 30–37 мм завширшки; саркотеста оранжево-коричнева, сильно вкрита нальотом, товщиною 3–4 мм.

## Поширення, екологія
Країни поширення: Австралія (Квінсленд). Трапляється на висоті 450–500 м. Зростає в тонкому, гравійному ґрунті на невисоких пагорбах серед великих гранітних валунів, між травою і рідкісними низькими чагарниками.

## Загрози та охорона
Цей вид може бути під загрозою через попит на саговники з блакитно-зеленим листям.